# EuroMillions

Mapa przedstawiająca kraje uczestniczące w EuroMillions (kraje założycielskie zaznaczono na niebiesko, pozostałe na czerwono)

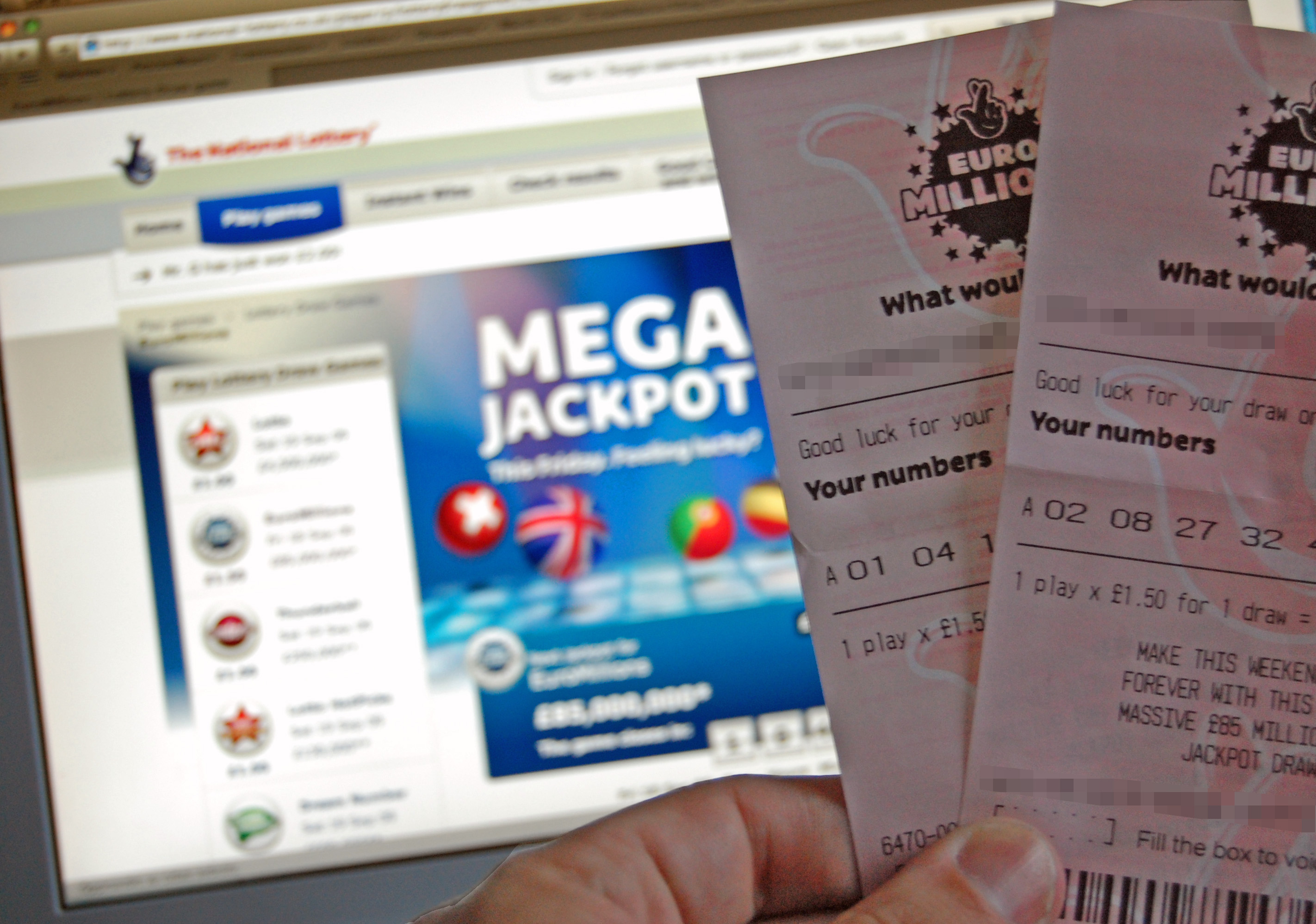
Kupony EuroMillions

EuroMillions – międzynarodowa gra liczbowa założona 7 lutego 2004 roku przez francuskiego organizatora loterii „Française des Jeux”, hiszpańską loterię krajową „Loterías y Apuestas del Estado” i brytyjską firmę Camelot. Pierwsze losowanie EuroMillions odbyło się w piątek 13 lutego 2004 roku w Paryżu. Początkowo w tej loterii brały udział jedynie Francja, Hiszpania i Wielka Brytania, zaś 8 października 2004 roku dołączyły do nich Austria, Belgia, Irlandia, Luksemburg, Portugalia i Szwajcaria.
Losowania EuroMillions odbywają się w Paryżu, w każdy wtorek i piątek wieczorem o godzinie 20:45 CET. Pojedynczy zakład kosztuje €2, £2,5 lub 3 franki szwajcarskie, w zależności od lokalnej waluty. Dodatkowa opcja gry „Plus”, która obecnie jest dostępna jedynie w Irlandii, kosztuje 1 euro. 7 listopada 2009 roku cena kuponów w Wielkiej Brytanii wzrosła z £1,5 na £2, co było spowodowane zmianą kursu walut EUR/GBP, a także faktem, iż od tego dnia każdy kupon EuroMillions automatycznie bierze udział w losowaniu „Millionaire Raffle”.
Wszystkie wygrane z nagrodą główną włącznie są wypłacane w postaci jednorazowej sumy wolnej od podatku (od 2013 roku wyjątek od tej reguły ustanowiły: Szwajcaria, Hiszpania i Portugalia).

## Zasady gry
Celem każdego gracza jest trafienie 5 z 50 numerów oraz 2 z 12 dodatkowych liczb, tak zwanych gwiazdek. Wyniki są publikowane niedługo po losowaniu, zaś na stronach niezależnych około godziny 23:00. Aby wziąć udział w losowaniu EuroMillions, należy kupić kupon w dowolnym licencjonowanym sklepie lub na stronie internetowej. Format gry uległ zmianie 10 maja 2011 roku, kiedy to wprowadzono drugie losowanie w tygodniu, zaś liczbę gwiazdek zwiększono z 9 do 11 numerów. Ponadto wprowadzono także dodatkową kategorię nagród za trafienie jedynie 2 podstawowych numerów, bez konieczności trafienia żadnej gwiazdki.

## Kto może grać?
- Kupon EuroMillions może zakupić osoba pełnoletnia, przy czym wiek pełnoletniości jest różny w krajach członkowskich. Wyjątek stanowi Wielka Brytania, w której pełnoletniość osiąga się w wieku 18 lat, ale grę umożliwia się osobom, które ukończyły 16 lat[2].
- Obecnie loteria EuroMillions jest dostępna dla graczy z Andory, Austrii, Belgii, Francji (włącznie z terenami zamorskimi), Irlandii, Wyspy Man, Liechtensteinu, Monako, Portugalii, Hiszpanii, Szwajcarii i Wielkiej Brytanii.

## Kategorie nagród
Wraz ze zmianą formatu gry EuroMillions z 10 maja 2011 roku, kiedy to zwiększono liczbę dodatkowych numerów z 9 na 11 gwiazdek, zmianie uległ też podział nagród, który przedstawiono poniżej:
| Kategoria nagród | Trafienia (podstawowe numery + gwiazdki) | Prawdopodobieństwo wygranej | Prawdopodobieństwo wygranej | % puli na wygrane | Szacowane wygrane (€) |
| ---------------- | ---------------------------------------- | --------------------------- | --------------------------- | ----------------- | --------------------- |
| 1                | 5 + 2                                    | 1 : 116 531 800             | 0,0000000086                | 32,0%             | Nagroda główna        |
| 2                | 5 + 1                                    | 1 : 6 473 989               | 0,00000015                  | 4,8%              | €310 751              |
| 3                | 5 + 0                                    | 1 : 3 236 994               | 0,00000031                  | 1,6%              | €51 792               |
| 4                | 4 + 2                                    | 1 : 517 919                 | 0,0000019                   | 0,8%              | €4 143                |
| 5                | 4 + 1                                    | 1 : 28 773                  | 0,000035                    | 0,7%              | €201                  |
| 6                | 4 + 0                                    | 1 : 14 387                  | 0,000070                    | 0,7%              | €101                  |
| 7                | 3 + 2                                    | 1 : 11 771                  | 0,000085                    | 0,5%              | €59                   |
| 8                | 2 + 2                                    | 1 : 821                     | 0,0012                      | 2,3%              | €19                   |
| 9                | 3 + 1                                    | 1 : 654                     | 0,0015                      | 2,2%              | €14                   |
| 10               | 3 + 0                                    | 1 : 327                     | 0,0031                      | 3,7%              | €12                   |
| 11               | 1 + 2                                    | 1 : 156                     | 0,0064                      | 6,5%              | €10                   |
| 12               | 2 + 1                                    | 1 : 46                      | 0,0219                      | 17,6%             | €8                    |
| 13               | 2 + 0                                    | 1 : 23                      | 0,0438                      | 18,0%             | €4                    |

- Szanse na trafienie jakiejkolwiek wygranej wynoszą 1 do 13.
- Prawdopodobieństwo tego, że nie trafimy ani jednej liczby z 50 podstawowych numerów, a trafimy 2 gwiazdki, jest równe 1 do 95. Oznacza to, iż gracze mają większe szanse na trafienie dwóch podstawowych numerów i jednej gwiazdki (1 do 46).
- Od 10 maja 2011 roku 8,6% pieniędzy przeznaczanych na nagrody przydziela się specjalnemu funduszow „Booster Fund”, który może zostać użyty do zwiększenia głównej wygranej.
- Liczby przedstawiające szacowane wygrane w powyższej tabelce stanowią jedynie przybliżenie, zaś faktyczne kwoty są zależne od ostatecznej wartości puli nagród, a także od całkowitej liczby zwycięzców danej kategorii nagród.
- Jeśli losowanie nie wyłoni zwycięzcy wygranej pierwszego stopnia, dochodzi do kumulacji i obecna pula na wygrane pierwszego stopnia jest dodawana do następnego losowania.

7 listopada 2009 roku wprowadzono nowe zasady dotyczące kumulacji w loterii EuroMillions.
- W nowych zasadach wprowadzono ograniczenie wysokości kumulacji. Oznacza to, iż pula na wygrane może rosnąć do momentu, w którym osiągnie 185 mln euro. Jeśli tak się stanie i nikt nie trafi głównej wygranej, to w następnym losowaniu pula na wygrane pierwszego stopnia pozostanie taka sama (€185 mln), zaś dodatkowa kwota zostanie dołożona do nagrody niższej kategorii, która posiada co najmniej jednego zwycięzcę (5 podstawowych numerów + 1 gwiazdka lub do kategorii 5 + 0).
- Jeśli jednak ktoś wygra nagrodę główną wartą 185 mln euro, to następnym razem ograniczenie wysokości kumulacji będzie o 5 mln większe, tzn. wyniesie 190 mln euro.
- Jeśli natomiast nikt nie trafi głównej wygranej w wysokości 190 mln euro w dwóch następujących po sobie losowaniach, dodatkowe pieniądze ponownie zostaną dodane do puli na wygrane niższych kategorii, które wyłoniły co najmniej jednego zwycięzcę.

Zmiany zasad z 12 stycznia 2012 roku ustabilizowały wartość ograniczenia wysokości kumulacji na poziomie 190 mln euro. Jeśli nikt nie trafi wszystkich wylosowanych numerów w dwóch kolejnych losowaniach, pula na wygrane pierwszego stopnia jest rozdzielana pomiędzy zwycięzców nagród niższych kategorii.

## Fundusz EuroMillions
Każde z dziewięciu państw biorących udział w loterii EuroMillions utworzyło niezależny fundusz tzw. „EuroMillions Trust”, który jest wykorzystywany do rozliczania wszystkich należnych dochodów oraz jako fundusz na przyszłe nagrody. Taki sposób rozliczania chroni uczestniczące kraje przed sytuacją, gdy dojdzie do bankructwa jednego z organizatorów loterii, dzięki czemu zapewnione jest bezpieczeństwo graczy.

## Losowania Specjalne i Okolicznościowe EuroMillions
Losowania Specjalne oraz Losowania Okolicznościowe EuroMillions są to dodatkowe losowania tej loterii, w których gwarantowana pula na wygrane pierwszego stopnia osiąga wartość od 100 do 130 milionów euro), bez względu na wysokość puli nagród w poprzednich losowaniach. Różnica pomiędzy Losowaniem Specjalnym a Losowaniem Okolicznościowym EuroMillions polega na tym, iż jeśli nikt nie trafi nagrody głównej, to:
- w Losowaniu Specjalnym pula na wygrane pierwszego stopnia przechodzi na następne losowanie (dochodzi do kumulacji).
- w Losowaniu Okolicznościowym pula na wygrane pierwszego stopnia zostaje rozdzielona pomiędzy zwycięzców nagród niższych kategorii (np. 5 + 1).

Pierwsze Losowanie Specjalne 2011 roku odbyło się 10 maja w celu upamiętnienia wprowadzenia drugiego losowania EuroMillions w tygodniu oraz zmiany formatu gry (zwiększono liczbę gwiazdek z 9 na 11 i wdrożono nową kategorię nagród za trafienie 2 podstawowych numerów).
Losowania Specjalne EuroMillions odbyły się:
- 9 lutego 2007 (€100 mln)
- 28 września 2007 (€130 mln)
- 8 lutego 2008 (€130 mln)
- 26 września 2008 (€130 mln)
- 6 marca 2009 (€100 mln)
- 18 września 2009 (€100 mln)
- 5 lutego 2010 (€100 mln)
- 1 października 2010 (€100 mln)
- 10 maja 2011 (€100 mln)
- 4 października 2011 (€100 mln)
- 28 września 2012 (€100 mln)
- 22 marca 2013 (€100 mln)
- 7 czerwca 2013 (€100 mln)
- 15 listopada 2013 (€100 mln)
- 7 marca 2014 (€100 mln)[4]
- 3 października 2014 (€100 mln)
- 6 marca 2015 (€100 mln).

4 kwietnia 2011 roku wprowadzono zmianę zasad, która umożliwiła organizowanie losowań okolicznościowych, jednak do dziś nie przeprowadzono takiego wydarzenia.

## Największe wygrane
| Data                 | Wygrana w (€) | Zwycięzcy                                                                              | Dodatkowe informacje |
| -------------------- | ------------- | -------------------------------------------------------------------------------------- | --- |
| 6 marca 2015         | €100 000      | 1 – Portugalia                                                                         | Anonimowy zwycięzca. |
| 24 października 2014 | €190 000      | 1 – Portugalia                                                                         | Anonimowy zwycięzca. Kupon sprzedano w Castelo Branco. |
| 13 czerwca 2014      | €137 313 501  | 1 – Hiszpania                                                                          | Anonimowy zwycięzca. Kupon sprzedano w Parla (Wspólnota Madrytu). |
| 14 marca 2014        | €129 384 564  | 1 – Wielka Brytania                                                                    | Neil Trotter z Coulsdon w Wielki Londyn. |
| 7 stycznia 2014      | €130 277 770  | 2 – Hiszpania i Francja                                                                | Anonimowi zwycięzcy. Kupony sprzedano w Noia w Galicji oraz w departamencie Indre i Loara. |
| 15 listopada 2013    | €100 000 000  | 1 – Hiszpania                                                                          | Anonimowy zwycięzca. Kupon sprzedano w Almunecar (prowincja Grenada). |
| 23 sierpnia 2013     | €93 948 087   | 1 – Szwajcaria                                                                         | Anonimowy zwycięzca. Kupon sprzedano w okręgu Valais. |
| 25 czerwca 2013      | €187 937 614  | 2 – Irlandia i Belgia                                                                  | Anonimowi zwycięzcy. Kupony zakupiono w hrabstwie Dublin i w prowincji Limburg. |
| 28 maja 2013         | €95 372 874   | 1 – Wielka Brytania                                                                    | Anonimowy zwycięzca. |
| 29 marca 2013        | €132 486 744  | 1 – Francja                                                                            | Anonimowy zwycięzca. Kupon sprzedano w Seine-et-Marne. |
| 21 grudnia 2012      | €101 835 641  | 1 – Francja                                                                            | Anonimowy zwycięzca. Kupon sprzedano w okręgu Haute-Garonne. |
| 13 listopada 2012    | €169 837 010  | 1 – Francja                                                                            | Anonimowy zwycięzca. Kupon sprzedano w okręgu Alpes-Maritimes. |
| 28 września 2012     | €100 000 000  | 1 – Hiszpania                                                                          | Montserrat Mutgé z Barcelony. |
| 10 sierpnia 2012     | €190 000 000  | 1 – Wielka Brytania                                                                    | Adrian i Gillian Bayford z Haverhill w Suffolk. |
| 7 października 2011  | €117 705 979  | 1 – Wielka Brytania                                                                    | Dave i Angela Dawes z Wisbech w hrabstwie Cambridgeshire. |
| 13 września 2011     | €162 256 622  | 1 – Francja                                                                            | Anonimowy zwycięzca. Kupon sprzedano w okręgu Calvados. |
| 12 lipca 2011        | €185 000 000  | 1 – Wielka Brytania                                                                    | Colin i Chris Weir z Largs (53 km od Glasgow). |
| 13 maja 2011         | €121 019 633  | 1 – Hiszpania                                                                          | 30-letni piekarz Francisco Delgado Rodríguez z miejscowości Pilas w Hiszpanii. |
| 8 października 2010  | €129 818 431  | 1 – Wielka Brytania                                                                    | Anonimowy zwycięzca. |
| 14 maja 2010         | €100 037 101  | 1 – Wielka Brytania                                                                    | Anonimowy zwycięzca. |
| 12 lutego 2010       | €129 618 406  | 2 – Hiszpania i Wielka Brytania                                                        | Nigel Page i Justine Laycock z Cirencester wygrali £56 008 113,20. |
| 6 listopada 2009     | €102 199 675  | 2 – Wielka Brytania                                                                    | Dwóch zwycięzców podzieliło się główną wygraną, otrzymując po £45,5 mln każdy. Była to najwyższa wygrana trafiona w Wielkiej Brytanii. Jeden ze zwycięskich kuponów został kupiony przez 7-osobową grupę przyjaciół z Liverpoolu (każdy otrzymał £6,5 mln). Drugi kupon kupiła para Les Scadding i Samantha Peachey-Scadding z Newport w Walii. |
| 18 września 2009     | €100 mln      | 1 – Francja                                                                            | Grupa 15 graczy. Każdy z nich wzbogacił się o €6 mln. Kupon sprzedano w okręgu Bouches-du-Rhône. |
| 8 maja 2009          | €126 231 764  | 1 – Hiszpania                                                                          | 25-latka z Hiszpanii. Wówczas była to najwyższa pojedyncza wygrana w Europie. |
| 6 marca 2009         | €100 mln      | 2 osób                                                                                 | Dwóch zwycięzców podzieliło się wygraną. Każdy z nich otrzymał €50 mln. |
| 26 września 2008     | €130 mln      | 15 osób                                                                                | Żaden z graczy nie trafił wszystkich 5 podstawowych numerów i 2 gwiazdek. Nagroda główna Losowania Specjalnego została rozdzielona pomiędzy zwycięzców nagród drugiego stopnia (5 + 1). Każdy z nich otrzymał około €9,2 mln. |
| 5 września 2008      | €119 mln      | 2 osoby                                                                                | Dwóch zwycięzców podzieliło się główną wygraną. Każdy z nich otrzymał około €60 mln. |
| 8 lutego 2008        | €130 mln      | 16 osób                                                                                | Żaden z graczy nie trafił 5 podstawowych numerów oraz 2 gwiazdek. Nagroda Główna Losowania Specjalnego została rozdzielona pomiędzy tych którzy poprawnie wytypowali wygrane drugiego stopnia (5 + 1). Każdy zwycięzca otrzymał ponad €8,6 mln.                                                                                                 |
| 28 września 2007     | €130 mln      | 14 osób                                                                                | Żaden z graczy nie trafił wszystkich wylosowanych numerów w Losowaniu Specjalnym. Główną wygraną rozdzielono pomiędzy zwycięzców nagród drugiej kategorii (5 + 1). Każdy z nich otrzymał ponad €9,8 mln. |
| 31 sierpnia 2007     | €39,5 mln     | 1 – Wielka Brytania                                                                    | Anonimowy zwycięzca. |
| 10 sierpnia 2007     | €52,6 mln     | 1 – Wielka Brytania                                                                    | 40-letnia Angela Kelly, emerytowana kierownik brytyjskiej poczty (Royal Mail) w miejscowości East Kilbride, w hrabstwie Lanarkshire w Szkocji. Była to najwyższa wygrana w Wielkiej Brytanii. |
| 9 lutego 2007        | €100 mln      | 1 – Belgia                                                                             | Anonimowy zwycięzca. Kupon sprzedany w sklepie z gazetami w Tienen. Była to druga najwyższa wygrana EuroMillions w Belgii, a także trzecia najwyższa nagroda dla pojedynczego zwycięzcy. |
| 17 listopada 2006    | €183 mln      | 20 osób (7 – UK, 4 – Francja, 3 – Hiszpania, 3 – Portugalia, 2 – Irlandia, 1 – Belgia) | Żaden z graczy nie trafił wszystkich wylosowanych numerów (12-sty raz z rzędu), dlatego nagroda główna została rozdzielona pomiędzy 20 zwycięzców wygranych drugiego stopnia.Każdy z nich wygrał 5% głównej wygranej, czyli ponad €9.6 mln. |
| 31 marca 2006        | €75 753 123   | 1 – Belgia                                                                             | Anonimowy zwycięzca. |
| 3 lutego 2006        | €183 mln      | 3 – Francja i Portugalia                                                               | Dwóch zwycięzców z Francji oraz jeden z Portugalii, otrzymali po €60 mln każdy. |
| 29 lipca 2005        | €115 436 126  | 1 – Irlandia                                                                           | 45-letnia Dolores McNamara z Garryowen Limerick, została największym zwycięzcą EuroMillions w ówczesnej historii tej loterii. Dolores odebrała wygraną 4 sierpnia 2005 roku siedzibie Irlandzkiej Loterii Narodowej w Dublinie. |

## Podział dochodów
Podział dochodów EuroMillions w Wielkiej Brytanii został przedstawiony poniżej.
| Podział przychodów Brytyjskiego EuroMillions | Podział przychodów Brytyjskiego EuroMillions |
| -------------------------------------------- | -------------------------------------------- |
| 0,5%                                         | Profit firmy Camelot                         |
| 4,5%                                         | Koszty operacyjne                            |
| 5%                                           | Prowizje dla sprzedawców                     |
| 12%                                          | Skarb państwa                                |
| 28%                                          | Fundusz na cele dobroczynne                  |
| 50%                                          | Zwycięzcy                                    |

## EuroMillions Plus (oferta dostępna wyłącznie w Irlandii)
W 2006 roku w Irlandii sprzedano kupony EuroMillions na łączną kwotę w wysokości 145 mln euro. W odpowiedzi na duży sukces tej loterii, w czerwcu 2007 roku Irlandzka Loteria Narodowa utworzyła EuroMillions Plus. Płacąc dodatkowo €1 za zakład, gracze mogą wziąć udział w dodatkowym losowaniu, w którym co tydzień nagroda główna wynosi 500 000 euro.

## Brytyjskie „Millionaire Raffle”
Od listopada 2009 roku wszystkie kupony EuroMillions kupione w Wielkiej Brytanii biorą udział w dodatkowej loterii, która początkowo wyłaniała jednego milionera (zwycięzcę £1 mln) tygodniowo. Następnie, wraz z wprowadzeniem 10 maja 2011 roku dodatkowego wtorkowego losowania EuroMillions, brytyjskie „Millionaire Raffle” losuje dwóch milionerów na tydzień.
Szanse na wygranie loterii Millionaire Raffle we wtorki wynoszą około 1 do 3 500 000, natomiast w piątki szacuje się, że prawdopodobieństwo wygranej wynosi 1 do 9 200 000. Wygrana w pełni zależy od liczby sprzedanych kuponów na dane losowanie. Dlatego też szanse na zwycięstwo w Brytyjskim Millionaire Raffle są mniejsze, gdy większa jest pula na wygrane pierwszego stopnia lub podczas Losowań Specjalnych i Okolicznościowych EuroMillions.
W Wielkiej Brytanii ceny kuponów EuroMillions wzrosły o 50 pensów, do łącznej kwoty w wysokości £2,00. Wzrost cen został wprowadzony w celu uzupełnienia różnic w kursach walut pomiędzy euro a funtem oraz na pokrycie kosztów loterii Millionaire Raffle.

### Wydarzenia specjalne losowania Millionaire raffle
- 31 grudnia 2013 – losowanie wyłoniło 25 zwycięzców.
- 26 lipca 2013 – losowanie wyłoniło 100 zwycięzców.
- 31 maja 2013 – pojedynczy zwycięzca wygrał £12 mln (1 mln na każdy miesiąc w roku).
- 31 grudnia 2013 – losowanie wyłoniło 25 zwycięzców.
- 25 grudnia 2012 – losowanie wyłoniło 25 zwycięzców.
- 27 lipca 2012 – losowanie z okazji Olimpiady w Londynie wyłoniło 100 zwycięzców.
- Od 25 listopada 2011 do 23 grudnia 2011 trwał miesiąc milionera, podczas którego ogłoszono 50 nowych zwycięzców. Pierwszych 18 wyłoniono w piątek 25 listopada, następnych 7 wytypowano od wtorku 29 listopada do wtorku 20 grudnia 2011. Ostatnich 25 milionerów wyłoniono w piątek 23 grudnia.
- 7 czerwca 2011 – losowanie wyłoniło 15 zwycięzców.
- 24 grudnia 2010 – losowanie wyłoniło 25 zwycięzców.